# Цымбал, Сергей Юрьевич
Сергей Юрьевич Цымбал (род. 20 июня 1963) — советский и украинский футболист, защитник, полузащитник. После завершения игровой карьеры — украинский футбольный арбитр. Арбитр ФИФА.

## Биография
В 1983 году дебютировал в составе николаевского «Судостроителя».
В 1989 году тренер Валерий Журавко пригласил Сергея в очаковский «Маяк». Вместе с командой Цымбал прошёл путь от чемпионата области до второй лиги чемпионата СССР. В 1990 году в составе «Маяка» завоевал Кубок Советского Союза среди производственных коллективов. На турнире Сергей был основным игроком, сыграл, в том числе в финальном матче с «Металлургом» (Алдан).
В 1991 году вернулся в «Судостроитель», где 6 марта 1992 года в игре против «Темпа» дебютировал в высшей лиге чемпионата Украины. Позже выступал в командах «Таврия» (Херсон), «Титан» (Армянск), «Полиграфтехника» (Александрия).
После завершения игровой карьеры стал футбольным арбитром.